# パンジャービーMC
パンジャービーMC（Panjabi MC）ことラジンダー・シング・ライ（英語: Rajinder Singh Rai、パンジャーブ語: ਰਜਿੰਦਰ ਸਿੰਘ、1975年2月14日 - ）は、イングランド・コヴェントリー出身のミュージシャンである。彼は1998年に発売されたバングラを使用した「ムンディアン・ト・バティ・ケ」のヒットで世界的に知られている。

## キャリア
ラジンダー・シングは彼が演奏やラップの際に使用していたパンジャーブ語（パンジャービー）から芸名が決定された。「彼の主な目標の一つはバングラとヒップホップという2つの世界をつなぐことだった」。
ナチュラル・レコードは、カルディープ・マナクの「Ghariah Milan De」のリミックスを依頼後、パンジャービーMCと契約を結んだ。このシングルはヒットしなかったが、パンジャービーMCはレコード製作を続けた。その後、テレビ番組の『ナイトライダー』で使用されていたテーマ音楽とバングラをミックスさせた「ムンディアン・ト・バティ・ケ」 (ヤツらに気をつけろ!) (1998年、この曲はアルバム『Legalised』によって初めて発表された) により商業的に成功することとなった。インターネットで人気に火がつき、ドイツのレコード会社スーパースター・レコーディングスが取り上げてドイツ、ひいてはイギリスを含むヨーロッパ全体でヒットすることとなった。2003年にはアメリカのラッパー、ジェイ・Zと共同制作した版を「Beware of the Boys」として発売した。
彼の作品、特に初期のシングルやジェイ・Zとともに制作した「ムンディアン・ト・バティ・ケ」のリミックスはBBCを通して、バングラを世界中の人々に広める役割を果たした。彼は音楽制作を続けており、共同制作、リミックスの分野で未だ人気がある。2004年、彼は「ミルザ (Mirza)」と呼ばれる音楽を制作し、この曲をトルコの歌手ムスタファ・サンダルの曲「Isyankar」とミックスさせたが、ミックスした音源は販売されなかった。
彼のアルバム『インディアン・タイミング』は、2008年に発売された。
彼のミュージックビデオ「Snake Charmer」はトロントで行われたFILMIフェスティバル（北米最古の南アジア映画祭）において、DJラのミュージック・ビデオ・ナイトで上映された。

## サンプリング
『インディアン・タイミング』において、パンジャービーMCはオフラ・ハザの「Im Nin'alu」からボーカル・サンプリングを行った。彼はアフリカ・バンバータが「インディアン・プラネット・ロック」を録音する以前に「プラネット・ロック」をサンプリングとして利用した。「Jatt Ho Giya Sharabee」では、パンジャービーMCはテレビ番組『私立探偵マグナム』からテーマ音楽をサンプリングとして使用 (後にジェイ・Zとリミックスを共同で行った版が「Beware of the Boys」として販売された)、「ムンディアン・ト・バティ・ケ」はテレビ番組『ナイトライダー』からベースラインをサンプリングとして使用した。

## テレビ関係の仕事
2001年、パンジャービーMCはオンタリオ州ミシサガにあるパヤル・バンケット・ホールにおいて、カナダでの初公演を行った。ディージェイ・ラーがホストを務めるこのイベントを扱う特別番組は『The Bhangramentary』と題され、アジア・テレビ・ネットワーク (ATN)で放映された。アルバム『Beware』からの曲「Jatt Ho Giya Sharabee」は、テレビ番組『HEROES』でフィーチャーされた (シーズン1・エピソード2：「振り返るな!」、2006年10月2日放映)。シングル「ムンディアン・ト・バティ・ケ」は『クィア・アズ・フォーク』のエピソードで使用された他、2002年の映画『ベッカムに恋して』でも使用された。「Yaaran Kollon Sikh Kuriye」は『ワイルドボーイズ』においてミュージックビデオとして使用された。パンジャービーMCは『トップ・オブ・ザ・ポップス』でミュージックビデオが取り上げられ、「ムンディアン・ト・バティ・ケ」は世界中の音楽番組で取り上げられるようになった。
パンジャービーMCはクヴィンダル・シンやサプナー・アワスティとともにボリウッド映画『ディル・セ 心から』で有名な曲「チャイヤ・チャイヤ」のリミックスを行った。この曲はハリウッド映画『インサイド・マン』のオープニング・クレジットの間に流れる曲として使用された。パンジャービーMCの曲「Land of Five Rivers」はWWEレスラー、グレート・カリのテーマソングとして使用され、オムニバス・アルバム『Voices: WWE The Music, Vol. 9』にも収録された。

## ディスコグラフィ

### スタジオ・アルバム
- Souled Out (1993年、Nachural)
- Another Sell Out (1994年、Nachural)
- 100% Proof (1995年、Nachural)
- 『100%プルーフ&ライヴ』 - 100% Proof 'n' Live (1995年、Victor)
- Grass Roots (1996年、Nachural)
- Magic Desi (1996年)
- Legalised (1998年、Nachural)
- Dhol Jageroo Da (2001年、Moviebox)
- Desi (2002年、Moviebox)
- Indian Breaks (2003年、Compagnia Nuove Indye)
- Mundian To Bach Ke (2003年、Compagnia Nuove Indye)
- 『ジ・アルバム』 - The Album (ドイツ盤: Superstar/Warner; ドイツ) (フランス盤: Scorpio; フランス) (UK盤: Instant Karma) (2003年)
- Beware (2003年、Sequence) ※『The Album』のアメリカ盤
- Steel Bangle (2005年、Moviebox)
- Illegal (2006年、Nupur Audio)
- 『インディアン・タイミング』 - Indian Timing (2008年、PMC)
- The Raj (2010年、PMC)
- 56 Districts (2012年、PMC)

### EP
- Jatt Ho Gya Sharabi (1996年、Nachural)
- Mirza Part Two (1997年、Nachural)
- Switchin' (2000年、Moviebox)

### コンピレーション・アルバム
- 『バングラデリック』 - Bhangradelic (1994年、Victor)
- Mundian To Bach Ke (2003年、Compagnia Nuove Indye)

### 受賞歴
- 2003年 MTVヨーロッパ・ミュージック・アワード - 最優秀ダンス賞 - パンジャービーMC[6]
- 2003年 MOBOアワード - ベストUKアクト[7]
- 2003年 UKアジアン・ミュージック・アワード - バングラ・ベストシングル - ムンディアン・ト・バティ・ケ[8]
- 2003年 ワールド・ミュージック・アワード - 世界最優秀インド人アーティスト
- 2011年 パンジャービー・ミュージック・アワード – ベスト・サウンドレコーディング - Moorni